# ألكسندر ميدفيد
ألكسندر ميدفيد (الروسية: Алекса́ндр Васи́льевич Медве́дь) هو لاعب أولمبي لرياضة مصارعة من الاتحاد السوفيتي. شارك في الأولمبياد الصيفي في 1964–1972، وفاز بما مجموعه 3 ميداليات.

## الميداليات
| ذهب | فضة | برونز | المجموع |
| 3   | 0   | 0     | 3       |

## روابط خارجية
- ألكسندر ميدفيد على موقع قاعدة بيانات المصارعة الدولية (الإنجليزية)
- ألكسندر ميدفيد على موقع اللجنة الأولمبية الدولية (الإنجليزية)
- ألكسندر ميدفيد على موقع أوليمبيديا (الإنجليزية)